# Космический марафон
Космический марафон — легкоатлетическое соревнование по бегу. Проводится с 1977 года, старейший летний российский марафон, а также на постсоветском пространстве. Принимают участие спортсмены-профессионалы и любители.
2 октября 2016 года состоялся 40-й Космический марафон.

## Основные достижения
В 1982 году стал самым массовым в Советском Союзе, собрав 1070 участников.
За время проведения Космический марафон способствовал как минимум четырём революционным нововведениям в забегах на длинные дистанции:
— впервые на этом марафоне было отменено требование о предоставлении медицинской справки, которая зачастую бывает формальной;
— впервые в Королёве на марафонскую дистанцию были допущены ветераны;
— впервые в Королёве в забегах наравне с мужчинами стали участвовать женщины;
— впервые в Королёве в забегах стали участвовать дети.

## Организаторы пробега
Центр «Космический марафон» Королёв при поддержке Администрации города
Королёва и Комитета по физической культуре, спорту, туризму и работе с молодежью Московской области.
Директор и главный судья пробега — судья международной категории Владимир Волков (умер в 2019 году).
Соревнования проводятся по правилам IAAF на сертифицированной трассе, промеренной международным мерителем класса «В» IAAF, AIMS и ВФЛА Волковым В. П.